# Oncina de la Valdoncina
Oncina de la Valdoncina es una localidad española del municipio de Valverde de la Virgen, en la provincia de León, en la comunidad autónoma de Castilla y León. 
Situado sobre el arroyo de la Oncina que vierte sus aguas al río Esla.
Los terrenos de Oncina de la Valdoncina limitan con los de Fresno del Camino al noreste, Quintana de Raneros al sureste, Antimio de Arriba al sur, Chozas de Arriba al suroeste, Robledo de la Valdoncina al oeste y San Miguel del Camino y La Aldea de la Valdoncina al noroeste.
Perteneció a la antigua Hermandad de Valdoncina.

## Toponimia
El nombre de esta localidad leonesa procede muy probablemente del latín uncina ‘curvada en ángulo’. No es fácil precisar si se aplicó al sustantivo val (‘valle en forma de ángulo’) o bien a una población (‘pueblo en ángulo’) que, a su vez, habría dado lugar al nombre del valle.
Hay un paralelo toponímico en un paraje de Estella, llamado Oncineda y situado en una curva pronunciada del río Ega que cruza la población. Fuera de España hay topónimos similares: Anceisn (Orne) y Ancines (Sarthe), ambos en Francia. Para la imagen topónimica  compárese con Les Anglades en Gerona, y con Riaño, etc.

## Cultura
Pasa por el pueblo un ramal del Camino de Santiago francés, un poco más largo pero más tranquilo que el habitual, que discurre cerca de la carretera N-120.